# C/2015 P3 SWAN
C/2015 P3 (SWAN) è una cometa non periodica che porta il nome della sonda SOHO ma che in effetti è stata scoperta dall'astrofilo australiano Michael Mattiazzo che l'ha scoperta prima sulle immagini del 3 e 4 agosto 2015 riprese dallo strumento SWAN della SOHO poi a causa della bassissima risoluzione posizionale delle immagini SWAN che non permettono di calcolare orbite cometarie con la sufficiente precisione richiesta per avere una scoperta certa e ufficiale l'ha confermata fotografandola da terra il 9 agosto 2015 con una macchina fotografica, scoprendo in seguito che la cometa risultava visibile anche in un'immagine ripresa dallo SWAN risalente al 28 luglio 2015.